# Cratere Vestine
Vestine è un cratere lunare di 97,81 km situato nella parte nord-occidentale della faccia nascosta della Luna.